# Christuskirche (Trutnov)

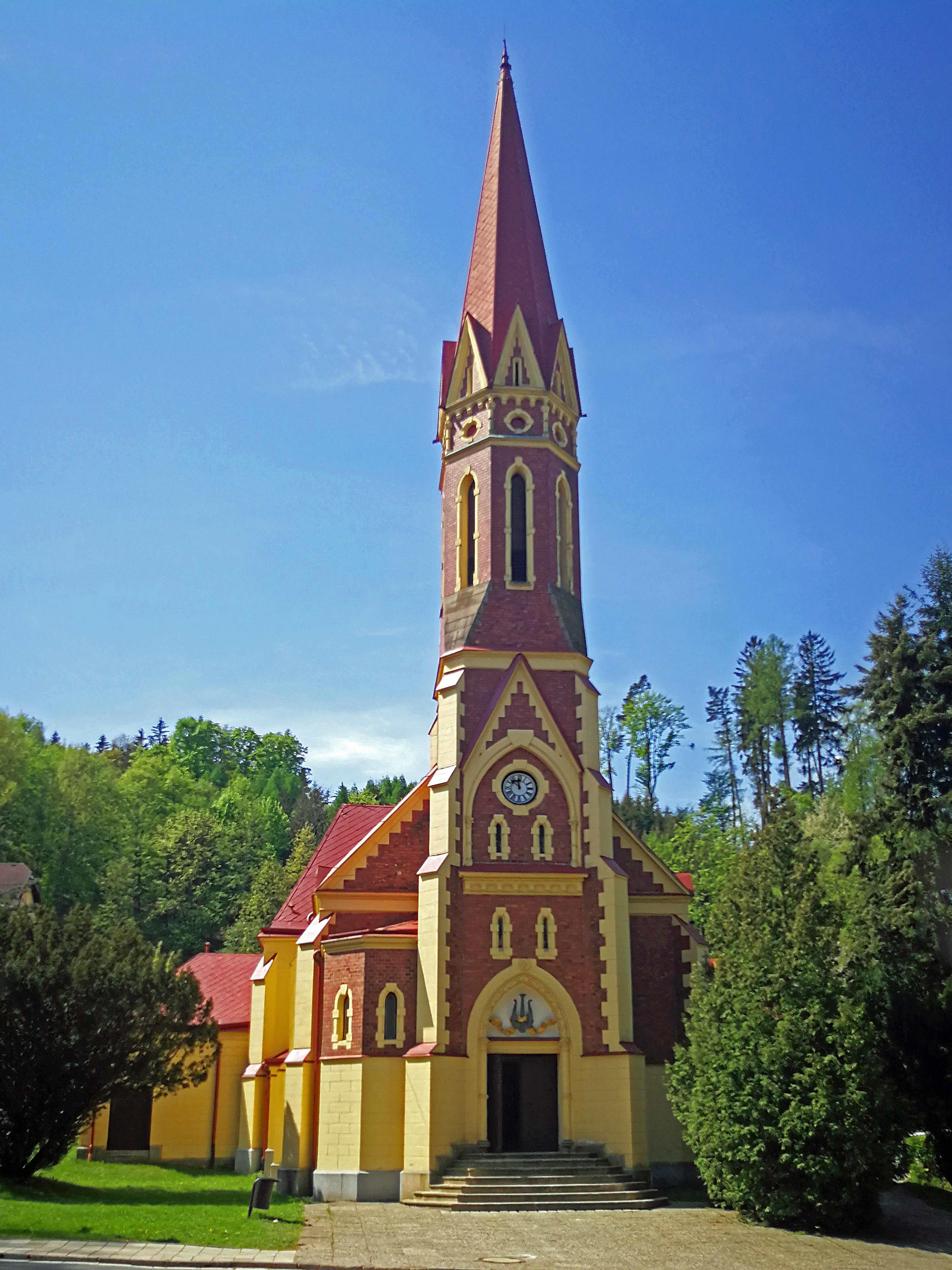
Christuskirche

Die Christuskirche ist die ehemalige evangelische Pfarrkirche von Trutnov (deutsch Trautenau) im Královéhradecký kraj im Nordosten Tschechiens. Das säkularisierte Kirchengebäude dient heute als Konzertsaal.

## Geschichte
Das Toleranzedikt Kaiser Josephs II. von 1781 erlaubte wieder die Bildung einer von der Toleranzkirche Hermannseifen aus betreuten evangelisch-lutherischen Glaubensgemeinschaft in Trautenau. Durch die Industrialisierung erfolgte im 19. Jahrhundert ein Zuzug evangelischer Arbeiterfamilien aus Sachsen und Schlesien. Am 1. November 1883 hielt Pfarrer Johann Kupka aus Hermannseifen erstmals einen evangelischen Gottesdienst im Turnsaal der Realschule. Am 13. September 1889 wurde Trautenau zur am Filialgemeinde der evangelischen Kirche von Gablonz an der Neiße, und gleichzeitig begannen die Vorbereitungen für einen Kirchenneubau, der in erhöhter Lage oberhalb der Stadt in einem zuvor auf dem Feld der während des Deutschen Krieges zwischen Preußen und Österreichern am 27. Juni 1866 gefochtenen Schlacht bei Trautenau angelegten Stadtpark entstand. Am 8. September 1899 erfolgte die Grundsteinlegung ihrer Kirche, die mit erheblicher finanzieller Unterstützung des Gustav-Adolf-Vereins ausgeführt wurde. Nach Plänen des Wiener Architekten Carl Steinhofer entstand die im Baustil der Neugotik als kreuzförmige, im Innern kreuzrippengewölbte Saalkirche errichtete Christuskirche, die Bauausführung des auf seinen Außenseiten (mit Ausnahme des Turms) mit Keramikplatten belegten Ziegelbaus lag in den Händen des örtlichen Baumeisters Karl Rieger. Mit der Einweihung der Kirche am 7. Oktober 1900 wurde auch die bisherige Filialgemeinde zur selbständigen Kirchengemeinde erhoben.
Die 1957 säkularisierte Kirche wird seit 1980 als nach Bohuslav Martinů benannter Konzertsaal genutzt.